# Ферланд, Джодель
Джоде́ль Мика Ферланд (англ. Jodelle Micah Ferland; род. 9 октября 1994) — канадская актриса. Дебютировала в возрасте четырёх лет в телевизионном фильме «Русалочка» (2000), за который получила премию «Молодой актёр» и номинацию на «Дневная премия „Эмми“», став самой молодой номинанткой в истории Эмми. Её карьера развивалась благодаря ролям в телевизионном фильме «Кэрри» (2002), фильмах ужасов «Они» (2002), «Страна приливов» (2005), «Сайлент Хилл» (2006) и «Дело № 39» (2009), а также в комедийном фильме «Удачи, Чак» (2007). Она также сыграла главную роль в телесериале «Королевский госпиталь» (2004).
В 2010-х годах у Ферланд были роли в романтическом фэнтези-фильме «Сумерки. Сага. Затмение» (2010) и фильмах ужасов «Хижина в лесу» (2011) и «Верзила» (2012). Она также снялась в телесериале «Тёмная материя» (2015—2017), который принёс ей номинацию на премию «Сатурн».

## Биография

### Ранняя жизнь
Джодель Ферланд родилась в Нанаймо, Британская Колумбия, Канада, дочь Валери и Марка Ферланд. Её братья и сестры — актриса Мариша Ферланд и музыкант Джереми Ферланд.

### 2000—2010
Ферланд начала свою карьеру в рекламе в возрасте двух лет, а актёрский дебют состоялся в возрасте четырёх лет в телевизионном фильме «Русалочка». За свою игру она получила номинацию на премию Дневная премия «Эмми» став самой молодой номинанткой премии. Она снялась в нескольких телесериалах, включая «Звёздные врата: Атлантида», «Тёмный ангел», «Звёздные врата: SG-1», «Тайны Смолвиля» и «Сверхъестественное», а также появилась в фильмах, включая «Они» и «В западне».

В 2005 году она снялась в драме Терри Гиллиама «Страна приливов», за которую получила номинацию на премию Джини в категории «Лучшая актриса». Позже она снялась в фильме 2006 года «Сайлент Хилл», адаптации известной видеоигры, и сыграла роль второго плана в фильме «Удачи, Чак!» для Lions Gate Entertainment. В 2006 году она получила роль Лиллит Салливан в фильме ужасов «Дело № 39», который вышел на экраны в 2009 году; производство было отложено после пожара на съёмочной площадке в октябре 2006 года.

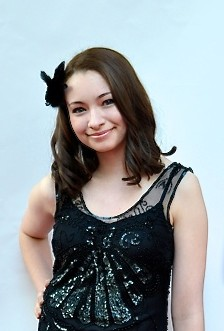
Ферланд в 2011 году

В 2010 году Ферланд сыграла Бри Таннер в романтическом фэнтези «Затмение», третьем фильме серии «Сумерки». Она заявила: «Обычно я читаю сценарий, прежде чем взять роль, но этот я не читала», — объяснила она. «Это „Сумерки“, конечно, я соглашусь». С 2010 по 2011 год она озвучивала видеоигру BioShock 2 и загружаемый контент к ней, снялась в фильме канала SyFy «Ледяная дрожь» и сыграла главную роль в телефильме канала Lifetime «Драка девочек».

### 2011 — настоящее время
В 2012 году Ферланд снялась в драме «Могущественная красота», хоррор-фильме «Верзила», фильм Джосса Уидона «Хижина в лесу», и получила свою первую главную роль в комедии «Один дома: Праздничное ограбление».Съёмки фильма «Хижина в лесу» проходили в 2009 году. Она также сыграла главную роль в анимационном фильме «Паранорман», который получил номинацию на премию «Оскар».
С 2013 по 2014 год она снималась в семейном фильме «Полуночный жеребец», короткометражном фильме «Монстр», и криминальном драматическом фильме «Выкуп Уорден». В 2015 году она снялась в короткометражном фильме «The Goodbye Girl» и фильме ужасов «Призрак дома Бриар», премьера которого состоялась 24 октября на кинофестивале Film4 Frightfest. В 2016 году она снялась в телефильме канала Lifetime «Позор моей дочери», и выступила чтецом для аудиокниги «Чудо-женщины», написанной Сэмом Мэггсом.
С 2015 по 2017 год Ферланд исполнила роль Пятой в сериале канала SyFy «Темная материя», основанный на одноимённой серии комиксов. Рассказывая о роли, она заявила: «В моём последнем шоу „Тёмная материя“ люди дразнили меня, потому что я была самой молодой в актёрском составе, но я снималась дольше всех». В 2016 году она получила номинацию на премию «Сатурн» за лучшую игру молодого актёра в телевизионном сериале. В 2017 году она появилась в комедии «Более толстый лжец», сиквеле фильма 2002 года и фильме ужасов «Neverknock».
В 2018 году она появилась в одном из эпизодов сериала «Frankie Drake Mysteries». В том же году Ферланд снялась в роли Олив в цифровом сериале «Darken: Before the Dark», приквеле к фильму «Darken». Она снимется в короткометражном фильме «Women Seen» режиссёра Аманды Таппинг.

## Фильмография

### Фильмы и сериалы
| Год       |    | Русское название                    | Оригинальное название              | Роль                       |
| --------- | -- | ----------------------------------- | ---------------------------------- | -------------------------- |
| 1999      | с  | Тайна нераскрытых преступлений      | Cold Squad                         | Хэйли Хэтчер               |
| 2000      | с  | Выше земли                          | Higher Ground                      | молодая Джульетта          |
| 2000      | тф | Русалочка                           | Mermaid                            | Дези                       |
| 2000      | тф | История Линды Маккартни             | The Linda McCartney Story          | пятилетняя Хизер           |
| 2000      | тф | Остаться в живых                    | Sole Survivor                      | Nina Carpenter             |
| 2000      | тф | Необыкновенная посылка              | Special Delivery                   | Саманта Бек                |
| 2001      | с  | Волчье озеро                        | Wolf Lake                          | Лили Келли                 |
| 2001      | с  | Тёмный ангел                        | Dark Angel                         | Аннабель                   |
| 2001      | с  | Одинокие стрелки                    | The Lone Gunmen                    | маленькая девочка          |
| 2001      | тф | В западне                           | Trapped                            | Хизер                      |
| 2001      | с  | Чудеса.com                          | So Weird                           | Мария                      |
| 2001      | тф | Открытки для чуда                   | The Miracle of the Cards           | Энни                       |
| 2002      | с  | Охотники за нечистью                | Special Unit 2                     | Focus Group Girl           |
| 2002      | с  | Джон Доу                            | John Doe                           | Дженни Николс              |
| 2002      | тф | Кэрри                               | Carrie                             | Кэрри                      |
| 2001      | ф  | Смертельные маленькие секреты       | Deadly Little Secrets              | Мэдисон                    |
| 2002      | ф  | Они                                 | They                               | Сара                       |
| 2003      | с  | Тайны Смолвиля                      | Smallville                         | Эмили Динсмор              |
| 2003      | с  | Мёртвые, как я                      | Dead Like Me                       | Кирсти                     |
| 2003      | тф |                                     | Mob Princess                       | молодая Пэтти              |
| 2004      | тф | 10.5 баллов                         | 10.5                               | маленькая "Wow!" девочка   |
| 2004      | с  | Собиратель душ                      | The Collector                      | маленькая девочка / Дьявол |
| 2004      | с  | Королевский госпиталь               | Kingdom Hospital                   | Мэри Дженсен               |
| 2004      | тф | Очень холодное Рождество            | A Very Cool Christmas              | Алекса                     |
| 2005      | ф  | Страна приливов                     | Tideland                           | Джелиза-Роза               |
| 2006      | с  | Сверхъестественное                  | Supernatural                       | Мелани Мэрчент             |
| 2006      | ф  | Сайлент Хилл                        | Silent Hill                        | Шерон / Алесса             |
| 2006      | с  | Звёздные врата: SG-1                | Stargate SG-1                      | семилетняя Адрия           |
| 2006      | тф | История Амбер                       | Amber's Story                      | Николь Тейлор Тиммонс      |
| 2006      | ф  | Уроки плавания                      | Swimming Lessons                   | Зоя                        |
| 2006      | тф | Мёртвый сезон                       | The Secret of Hidden Lake          | молодая Мэгги Долан        |
| 2006      | с  | Мастера ужасов                      | Masters of Horror                  | Лиза                       |
| 2007      | ф  | Посланники                          | The Messengers                     | Michael Rollins            |
| 2007      | ф  | Сид: Месть восставшего              | Seed                               | Эмили                      |
| 2007      | ф  | Удачи, Чак                          | Good Luck Chuck                    | Лила                       |
| 2007      | в  | Бладрейн 2: Освобождение            | BloodRayne II: Deliverance         | Салли                      |
| 2007      | тф | Картинки Холлис Вудc                | Pictures of Hollis Woods           | Холлис Вудс                |
| 2008      | с  | Звёздные врата: Атлантида           | Stargate: Atlantis                 | Гармония                   |
| 2008      | тф | Селин                               | Céline                             | юная Селин                 |
| 2009      | тф |                                     | Captain Cook's Extraordinary Atlas | Гвен Мэллой                |
| 2009      | ф  | Удивительный мир                    | Wonderful World                    | Сандра                     |
| 2009      | ф  | Дело № 39                           | Case 39                            | Лиллит Салливан            |
| 2009      | ф  |                                     | Everything's Coming Up Rosie       | Рози                       |
| 2010      | ф  | Сумерки. Сага. Затмение             | Eclipse                            | Бри Таннер                 |
| 2010      | тф | Ледяная дрожь                       | Ice Quake                          | Тиа Вебстер                |
| 2010      | с  |                                     | The Haunting Hour: The Series      | Элис                       |
| 2011      | ф  | Хижина в лесу                       | The Cabin in the Woods             | Пейшнс Бакнер              |
| 2011      | ф  | Могущественная красота              | Mighty Fine                        | Натали Фин                 |
| 2011      | ф  | Верзила                             | The Tall Man                       | Дженни                     |
| 2011      | ф  | Драка девочек                       | Girl Fight                         | Хейли                      |
| 2012      | ф  | Один дома 5: Праздничное ограбление | Home Alone: The Holiday Heist      | Алексис Бакстер            |
| 2012      | мф | Паранорман, или Как приручить зомби | ParaNorman                         | Агата Прендргаст (голос)   |
| 2013      | ф  | Полночный жеребец                   | Midnight Stallion                  | Меган Шепард               |
| 2014      | ф  | Призрак дома Бриар                  | The Unspoken                       | Анджела                    |
| 2015      | с  | Тёмная материя                      | Dark Matter                        | Пятая/Дас                  |
| 2016      | тф | Позор моей дочери                   | My Daughter's Disgrace             | Одри                       |
| 2019—2020 | с  | Тайный орден                        | The Order                          | Зеккия / Zecchia           |
| 2017      | ф  |                                     | Neverknock                         | Лия                        |
| 2017      | ф  | Более толстый лжец                  | Bigger Fatter Liar                 | Бекка                      |
| 2018      | с  |                                     | Frankie Drake Mysteries            | Ана                        |
| 2018      | ф  |                                     | Darken: Before the Dark            | Олив                       |
| 2019      | с  | Сверхъестественное                  | Supernatural                       | Эмили                      |
| 2022      | ф  | Офисные игры                        | The Office Games                   | Тина                       |

### Видеоигры
| Год  | Название                         | Роль                | Примечание  |
| ---- | -------------------------------- | ------------------- | ----------- |
| 2010 | BioShock 2                       | Маленькая Сестричка | Озвучивание |
| 2010 | BioShock 2: The Protector Trials | Маленькая Сестричка | Озвучивание |
| 2010 | BioShock 2: Minerva’s Den        | Маленькая Сестричка | Озвучивание |

### Аудиокниги
- Чудо-женщины (2016) авторства Сэм Мэггс, в роли рассказчика

## Награды и номинации
| Год  | Премия                  | Категория | Номинируемая работа          | Результат | Прим.  |
| ---- | ----------------------- | --- | ---------------------------- | --------- | ------ |
| 2001 | Молодой актёр           | Лучшее выступление в телевизионном фильме (комедия или драма) — молодая актриса в возрасте 10 лет или младше   | Русалочка                    | Победа    | [ 48 ] |
| 2001 | Дневная премия «Эмми»   | Выдающийся исполнитель в детских программах                                                                    | Русалочка                    | Номинация | [ 6 ]  |
| 2004 | Молодой актёр           | Лучшее выступление в телесериале — приглашённая молодая актриса в главной роли                                 | Тайны Смолвиля               | Номинация | [ 49 ] |
| 2004 | Leo Award               | Драматический сериал: Лучшая женская поддержка                                                                 | Собиратель душ               | Номинация | [ 50 ] |
| 2005 | Молодой актёр           | Лучшее выступление в телевизионном фильме (комедия или драма) — молодая актриса в возрасте 10 лет или младше   | Королевский госпиталь        | Номинация | [ 51 ] |
| 2007 | Джини                   | Лучшее выступление актрисы в главной роли                                                                      | Страна Приливов              | Номинация | [ 52 ] |
| 2007 | Сатурн                  | Лучшее выступление молодого актёра                                                                             | Страна Приливов              | Номинация |        |
| 2008 | Молодой актёр           | Лучшее исполнение роли в телевизионном фильме, мини-сериале или специальном фильме — ведущая молодая актриса   | Картинки Холлис Вудс         | Номинация | [ 53 ] |
| 2008 | CAMIE Award             | Главная роль в телевизионном фильме, сериале или специальном фильме                                            | Картинки Холлис Вудс         | Победа    |        |
| 2009 | Молодой актёр           | Лучшее выступление в телевизионном фильме, мини-сериале или специальном фильме — молодая актриса второго плана | Селин                        | Номинация | [ 54 ] |
| 2010 | Leo Award               | Лучшее исполнение женской роли в короткометражном драматическом фильме                                         | Everything’s Coming Up Rosie | Номинация | [ 55 ] |
| 2011 | Fangoria Chainsaw Award | Лучшая актриса второго плана                                                                                   | Дело № 39                    | Номинация |        |
| 2016 | Сатурн                  | Лучшая игра молодого актёра в телевизионном сериале                                                            | Тёмная материя               | Номинация |        |